# Mitsuyoshi Katō
Mitsuyoshi Katō  (jap. 加藤 十吉, Katō Mitsuyoshi; * 10. Oktober 1942 in Japan) ist ein japanischer Mathematiker, die sich mit geometrischer und algebraischer Topologie befasst.

## Leben und Wirken
Kato studierte Mathematik an der Universität Waseda mit dem Abschluss 1964 und wurde dort 1970 bei Hiroshi Noguchi (* 1925) promoviert. 1968 bis 1970 war er am Institute for Advanced Study.
Seine Einführung von Bündelstrukturen auf kombinatorischen Mannigfaltigkeiten (Präbündel 1967) war eine treibende Kraft in der Entwicklung der geometrischen Topologie in Japan in den 1970er Jahren. Ein Motiv war die Hauptvermutung und Kato konstruierte 1968 ein Gegenbeispiel für die relative Hauptvermutung für reguläre Umgebungen.
1976 erhielt er den Iyanaga-Preis.

## Schriften
- Combinatorial prebundles, I, II, Osaka J. Math., Band 4, 1967, S. 289–303, 305–311
- Regular neighborhoods are not topologically invariant, Bull. AMS, Band 74, 1968, S. 988–991
- Geometric operations on Whitehead groups, J. Math. Soc. Japan, Band 21, 1969, S. 523–542
- mit Yukio Matsumoto: Simply connected surgery of submanifolds in codimension two. I, J. Math. Soc. Japan, Band 24, 1972, S. 586–608